# Zaragoza la Vieja
Zaragoza la Vieja es un despoblado romano ubicado en el actual término municipal de El Burgo de Ebro, en la Comarca Central y provincia de Zaragoza.

## Geografía
El último resto es la ermita de Zaragoza la Vieja, situada al lado de la actual urbanización Virgen de la Columna y del complejo termal del yacimiento arqueológico romano de La Cabañeta, por de encima del de una terraza aluvial sobre la llanura de inundación actual del Ebro.

## Historia
Es mencionado en La Mensa capitular de la iglesia de San Salvador de Zaragoza en el pontificado de Hugo de Mataplana, como Çaragosa la Viella, en un texto del 21 de mayo de 1292.

La presentación de la vicaría de Pina et de III racioneros dalli, et del vicario de Penyaflor et de Çaragosa la Viella, et del Burgo, et de Montanyana, et de Mamblas.

A Rivas Altas sub esta extimacione compenduntur loca del Burgo et de Çaragosa la Viella sub

Tanye al archidiacono de Daroca Mamblas, et Rivas Altas, el Burgo, et Çaragosa la Viella. Et deve cobrar de emienda de Martin Sanchez X sueldos V dineros cadanyo.

También lo nombran en la Documentación medieval de la Corte del Justicia de Ganaderos de Zaragoza en un documento del siglo XV que da una relación de abrevaderos disponibles en el cauce del Ebro.
También es mencionado en la Colección diplomática del hospital de Santa María de Somport.

## Toponimia
Ximénez de Embún dijo que:

antiguos escritores aragoneses imaginan que en aquel sitio (Zaragoza la Viella) estuvo situada la antigua Salduba o Salduya

Mosén Faci señaló hacia mitad del siglo XVIII que la virgen que se venera en el santuario de Zaragoza la Vieja se llamaba así por aver vívido allí los antiguos christianos de esta ciudad.